# Ямагути, Ёсико
Ёсико Ямагути (яп. 山口淑子, также известна как Ли Сянлань кит. трад. 李香蘭, упр. 李香兰, пиньинь Li Xianglan, в японском прочтении — Ри Коран; 12 февраля 1920 года — 7 сентября 2014 года) — японская актриса, певица, телеведущая и государственный деятель.
Родилась и выросла в Китае. В годы Второй мировой войны была активно вовлечена в пропагандистскую индустрию: снималась в японских фильмах, где зачастую исполняла роль слабой и беззащитной китаянки, которая находит защиту и поддержку в лице японского солдата. После окончания войны была обвинена китайскими властями в «культурном шпионаже», позже обвинения были сняты.
В 1946 году Ли Сянлань под своим настоящим именем Ёсико Ямагути вернулась в Японию, где продолжила актёрскую карьеру. В 1950 году она отправилась в США, где снялась в двух голливудских фильмах, а также дала ряд концертов. Здесь же она вышла замуж за скульптора Исаму Ногути, брак с которым продлился 5 лет.
В 1955 году Ёсико Ямагути вернулась в Японию, где продолжила карьеру в кино. В 1958 году актриса вышла замуж за японского дипломата Хироси Отака. После замужества она покинула большой экран и начала карьеру телеведущей: вначале — женских ток-шоу, позже — политических передач. В качестве журналиста Ямагути посетила большое количество стран Ближнего Востока, брала интервью у многих лидеров мировых стран. С 1974 по 1992 год была депутатом Парламента Японии.
На склоне лет Ёсико Ямагути активно выступала против милитаризма, а также за политическое сближение Японии и Китая. В 2005 году она написала открытое письмо премьер-министру Дзюнъитиро Коидзуми, в котором осудила его визит в храм Ясукуни и потребовала признания военных преступлений в годы Японо-китайской войны. Умерла 7 сентября 2014 года в возрасте 94 лет.

## Биография

### Детство: Ёсико Ямагути (1920—1933)
Ёсико Ямагути родилась 12 февраля 1920 года в окрестностях Мукдена. Девочка стала первенцем в семье японских переселенцев, Фумио Ямагути и Айко Исибаси, которые в скором времени после рождения дочери переехали в близлежащий Фушунь.
Фумио Ямагути (яп. 山口文雄) родился и вырос в Японии, префектуре Сага. Следуя примеру своего отца, профессионального китаеведа, этнического туцзя, он стал изучать китайский язык и культуру, а после завершения Русско-японской войны переехал жить в Северо-Восточный Китай. После непродолжительного обучения в Пекине Фумио получил работу в одном из отделений Южно-Маньчжурской железной дороги, где проводил занятия по китайскому языку и культуре для сотрудников компании, а параллельно выступал советником в городском управлении. Высокое общественное положение и владение китайским языком обеспечили ему хорошие связи не только в японских кругах, но и среди высокопоставленных китайцев-коллаборационистов. Двое из близких друзей Фумио, Ли Цзичунь и Пань Юйгуй, стали названными отцами Ёсико и в соответствии с китайской традицией дали ей два новых имени, в каждом из которых содержалась их фамилия — Ли Сянлань (кит. 李香兰) и Пань Шухуа (кит. 潘淑华).
Мать Ёсико, Айко Исибаси (яп. 石橋愛子), также была этнической японкой, уроженкой префектуры Фукуока. Её отец занимался баржевыми оптовыми перевозками, но после того, как начал стремительно развиваться железнодорожный транспорт, он разорился и переехал с семьёй в Корею, а оттуда, спустя некоторое время, перебрался в Фушунь. Тогда как Фумио в большей мере получал образование самостоятельно, Айко была выпускницей Японского женского университета — одного из самых первых и наиболее престижных женских университетов страны. Получив элитное воспитание, она предъявляла столь же высокие требования и к дочери, в частности уделяя большое внимание её поведению и манерам. Ёсико с ранних лет обучалась искусству чайной церемонии, икебане, кулинарии и шитью, а также брала уроки игры на скрипке, фортепиано и кото. Днём девочка посещала японскую начальную школу, а вечера проводила на занятиях по китайскому языку, которые отец проводил для сослуживцев.
Когда 18 сентября 1931 года в 50 км от Фушуня японцы подорвали железную дорогу, а вслед за этим начали вторжение на территорию Маньчжурии, одиннадцатилетняя Ёсико не подозревала о происходящих событиях и о том, как в дальнейшем они повлияют на её судьбу. Однако уже на следующий год, когда девочка поступила в среднюю школу, реалии войны наполнили её жизнь. В 12 лет она впервые вблизи увидела казнь китайского партизана, а после т. н. резни в Пиндиншане, когда отец Ёсико был заподозрен в связях с китайскими повстанцами, вся семья Ямагути переехала в Мукден.

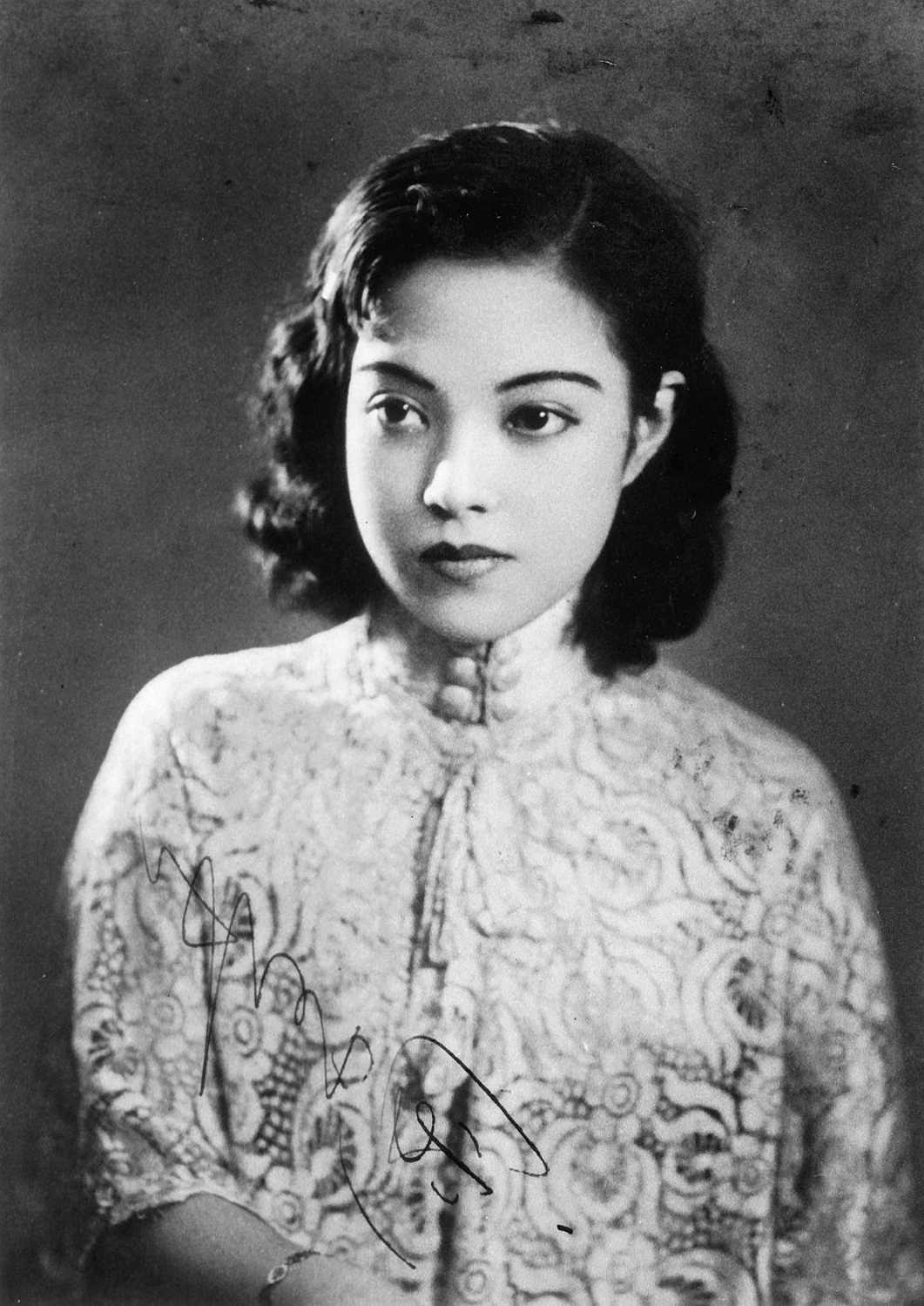
Ёсико Ямагути в 1933 году

В Мукдене семья Ёсико поселилась в одном из домов Ли Цзичуня — давнего приятеля Фумио Ямагути. В этом же доме жила и одна из жён Ли Цзичуня, за которой японские новоселы должны были присматривать. В благодарность за заботу госпожа Ли, которая сама говорила на пекинском диалекте, взялась обучать Ёсико китайскому языку.
В это же время девушка начинает активно интересоваться музыкой и кино. Она часто посещает кинотеатры, где знакомится с продукцией как китайского, так и японского производства. Из японских музыкантов наибольшее восхищение у будущей певицы вызывала Норико Авая — «японская королева блюза», с которой юная Ёсико познакомилась при необычных обстоятельствах. Сама девушка с детства увлекалась пением, но никогда не планировала стать профессионально певицей. После того как в экзамене по китайскому языку она получила третий уровень, Фумио решил, что дочь должна будет стать секретаршей, желательно — при правительстве, и для этого вознамерился отправить её на обучение в Пекин. Внезапная болезнь Ёсико нарушила его планы: у девушки обнаружили инфильтративный туберкулёз лёгких. Ёсико провела месяц в больнице, и ещё полгода проходила реабилитацию дома.
В это время наибольшую поддержку ей оказывала русская подруга Люба Морозова-Гринец, с которой Ямагути познакомилась ещё до переезда в Мукден. Люба плохо изъяснялась на китайском, но бегло говорила на японском. Долгое время девушки обменивались письмами, а когда семья Ямагути переехала в Мукден, их дружба стала ещё теснее. Именно Люба посоветовала Ёсико заниматься вокалом, чтобы укрепить дыхательную систему. В скором времени Любушка, как нежно называла её Ёсико, представила подругу мадам Подресовой (яп. マダムポドレソフ) — итальянской оперной певице, дочери преподавателя Миланской консерватории, которая до революции выступала в императорских театрах России, а после революции вслед за мужем, русским дворянином, эмигрировала в Китай. После первого прослушивания Подресова наотрез отказалась заниматься с новоявленной ученицей и лишь слёзная просьба Любы смогла заставить её изменить решение. На протяжении нескольких месяцев каждую субботу Люба сопровождала Ёсико на частные занятия, где сама выступала в качестве переводчика. Лишь со временем ученица и наставница научились обходиться без её помощи. Ямагути вспоминала о Подресовой как крайне строгой и требовательной преподавательнице, сумевшей вместе с тем правильно поставить ей голос. После полугода занятий Подресова пригласила Ёсико выступить вместе с ней на ежегодном концерте, который проводился ею в гостинице Ямато — самой респектабельной гостинице отдыха, служившей центром общественной жизни японской и китайской элиты. Для выступления мадам Подресова порекомендовала Ёсико разучить лирическую балладу «Кодзё но цуки», написанную в эпоху Мэйдзи и проникнутую ностальгическими мотивами. Для Ёсико песня стала символом глубокой любви к Японии, которую она к тому времени ни разу не посещала. С того времени любой свой концерт, неважно, в Японии или за рубежом, Ямагути предваряла исполнением этой песни. Во время концерта на Ёсико обратил внимание начальник планового отдела Мукденской радиостанции (кит. 奉天广播电台). По прошествии нескольких дней он навестил Ямагути и Подресову и предложил девушке принять участие в новой передаче — «Новые песни Маньчжурии» (кит. 满洲新歌曲). В передаче, рассчитанной на китайскую аудиторию, должны были звучать новые и старые китайский песни, для их исполнения требовалась молодая китаянка, умеющая петь по нотам и понимающая японский в достаточной мере, чтобы общаться с сотрудниками радиостанции. Ёсико идеально подходила на эту роль. Чтобы не смущать слушателей японским именем, Ямагути было предложено придумать псевдоним, в качестве которого она взяла имя, выбранное для неё названным отцом Ли Цзичунем. Таким образом на Мукденской радиостанции появилась новая молодая певица — тринадцатилетняя «китаянка» Ли Сянлань.
В 1934 году, когда Ёсико готовилась к отъезду в Пекин, она по-прежнему часто навещала Любу, но в один день Гринец и вся её семья исчезли. Когда Ямагути подошла к дому Любы, то увидела лишь мечущихся по дому японских солдат с саблями наголо, стёкла были выбиты, а вся домашняя утварь перевернута вверх дном. Люба Гринец появится в жизни Ли Сянлань лишь спустя 10 лет, чтобы вновь коренным образом изменить её судьбу.

### Юность: Пань Шухуа (1934—1938)
В мае 1934 года Ёсико отправилась в Пекин, где поступила в Женскую среднюю школу Ицзяо — престижную женскую гимназию для китаянок. С жильём Ямагути выручил очередной приятель отца — Пань Юйгуй, китайский коллаборационист, высокопоставленный военный. Сам Пань имел нескольких жён и десятерых детей, общая численность жильцов его дома (с многочисленной прислугой и охранниками) насчитывала сто человек, и среди них Ёсико была единственной японкой. Как и Ли, Пань принял Ёсико как «названую дочь» и дал ей новоё имя — Пань Шухуа, под которым девочка и была зачислена в школу, где никто не подозревал о её подлинной этнической принадлежности. В школу Ёсико ходила с двумя другими дочерьми Пань, по дороге в школу, в школе и дома она постоянно говорила на китайском, сведя общения на японском практически к нулю. Несмотря на широкую известность, образование в гимназии было посредственным: учителя с трудом контролировали учениц, которые бойкотировали не понравившихся преподавателей, шумели на уроках, манкировали учебными обязанностями.
В доме Пань Юйгуя Ёсико постепенно стала отвыкать от японских привычек и приучаться к китайским. В своих мемуарах она вспоминала, как одна из жён Паня пристыдила её за то, что девушка постоянно улыбалась при разговоре. В Японии женская сияющая улыбка почиталась на одном уровне с мужской храбростью, но в Китае беспричинная улыбка ассоциировалась лишь с проститутками, которые «продают радость». Другой важной чертой японского этикета, от которой Ёсико пришлось отвыкнуть, стали поклоны при встрече. «Когда здороваешься, то просто легко кивни головой, — поучала её госпожа Пань. — Нет надобности раскланиваться на японский манер. Люди подумают, что ты пресмыкаешься перед ними». Ямагути быстро привыкла к новым обычаям и в будущем, оказавшись в Европе или Америке, всегда вела себя на китайский манер. Лишь в глазах японцев изменения в её привычках были оценены отрицательно. Когда девушка вернулась домой, мама, всегда уделявшая большое внимание этикету, с недовольством отметила: «Ёсико как только оказалась в большом городе, так сразу стала задирать нос, позабыла о хороших манерах». В новой семье Ёсико познакомилась ещё с одной привычкой китайской аристократии того времени — курением опиума. Когда Паня навещали гости, в обязанности девочек входило подавать еду, напитки, а также разжигать курительные трубки. По воспоминаниям Ямагути, опиум курил не только Пань, но и его жена, которая иногда также давала подышать опиумным дымом девятилетнему сыну.
Куда большие неудобства, нежели различия в японском и китайском этикете, для Ёсико представляли антияпонские настроения, которые набирали силу в Пекине, в том числе и в школе Ицзяо. Ёсико целенаправленно игнорировала всевозможные антияпонские мероприятия, в том числе и движение 9 декабря. В своих мемуарах она вспоминает, что был лишь один случай, когда она отважилась принять участие в студенческом собрании, где обсуждался вопрос: «Как поступать, если японцы вторгнутся в Пекин?». Каждый из студентов должен был высказать своё предложение, и когда очередь дошла до Ёсико, она ответила: «Я встану на пекинской стене». Хотя смысл сказанного был непонятен остальным учащимся, сама Ёсико думала, что такой ответ действительно наиболее полно выражает её равную любовь к Китаю и Японии: если начнётся война и она поднимется на пекинскую стену, то погибнет первой независимо от того, кто выстрелит первым, китайцы или японцы.

#### Две Ёсико. Знакомство
В 1937 году, когда разгорелась японо-китайская война, обеспокоенный Фумио Ямагути направил к Ёсико своих друзей, передавая дочери приказ переехать от семьи Пань в более безопасный район. Несмотря на уговоры, Ёсико отказывалась съезжать, не понимая, что отец переживал не только за неё, но и за самого Пань Юйгуя, который оказался бы в большой опасности, если бы китайские националисты узнали, что в своём доме он воспитывает японку. Одним из приятелей Фумио, который был направлен к девушке, был полковник Тору Ямага (яп. 山家亨 (やまがとおる)) — начальник отдела военной пропаганды пекинского гарнизона японской армии. Полковник Ямага часто наносил визиты Ямагути, приглашал на прогулки, угощал обедами, покупал одежду и одалживал деньги. Несмотря на большую разницу в возрасте (23 года), он испытывал к шестнадцатилетней Ёсико искреннюю симпатию, та же в свою очередь относилась к нему как к любезному дяде.
Летом того же года Ёсико отправилась на летние каникулы в Тяньцзинь, где временно остановился её отец и куда переехал со своей любимой женой Пань, оставив в Пекине вторую жену, детей и саму Ёсико. Летние дни в Тяньцзине стали для девушки настоящей отдушиной после монотонной, полуаскетической жизни в Пекине. По вечерам отец брал дочь с собой на вечеринки, на одной из которых и познакомил Ёсико с Ёсико Кавасимой — маньчжурской принцессой, выросшей в Японии и работающей на японскую армию. К моменту знакомства с Ямагути Кавасима уже достигла зенита своей славы и теперь вела праздную и разнузданную жизнь, беспощадно эксплуатируя свою известность как «восточной Матой Хари», «восточного бриллианта», «красавицы в мужском одеянии». Юная Ямагути приглянулась Кавасиме и с того времени стала частой гостьей на её вечеринках. К тому времени Фумио вновь покинул Тяньцзин, и Ёсико осталась на попечении у супругов Пань, которым льстило, что их названая дочь знакома со столь вельможной особой. Впрочем, в скором времени Пань обнаружил, что Кавасима ведёт развязный образ жизни, занимая досуг вечеринками, выпивкой, игрой в азартные игры и принимая морфин. Пагубное влияние подобных встреч начала осознавать и сама Ямагути. Она с большей осторожностью стала относиться к новой знакомой и поэтому ничуть не удивилась, когда спустя некоторое время Пань сообщил ей, что настала пора возвращаться в Пекин.
Оказавшись в Пекине, Ёсико получила выговор не только от отца, но и от полковника Ямаги, который настоятельно предостерёг девушку от дальнейшего общения с Кавасимой. Лишь спустя некоторое время Ямагути узнала, что Тору Ямага был первым возлюбленным Ёсико Кавасимы.

### Актёрская карьера: Ли Сянлань (1938—1945)
В 1938 году Ямагути готовилась окончить школу, по-прежнему не имея представления о том, чем будет заниматься дальше. Незадолго до выпуска решение проблемы пришло в лице давнего приятеля её отца, Ямаги Тоору. Он отрекомендовал девушке Мицуо Макино, продюсера кинокомпании «Маньчжурия», который уже давно искал Ли Сянлань — юную певицу, исполнительницу песен в передаче «Маньчжурские песни». Новосозданная компания «Маньчжурия» готовилась снять музыкальный фильм, однако столкнулась с неожиданной проблемой: никто из китайских актрис не обладал достаточными вокальными данными. Когда Мицуо услышал по радио голос юной китаянки Ли Сянлань, чьи песни к тому времени транслировались по всей Маньчжурии, он загорелся желанием встретиться с ней. С этой идеей он обратился к Ямаге, который ответил, что знает эту девушку. Мицуо настаивал на том, что Ли Сяньлань не появится в кадре, а будет лишь озвучивать роль. Ёсико и её родители согласились на это условие, но когда девушка прибыла в Чунцин, то обнаружила, что условия изменились: сразу по прибытии после символических проб Мицуо сообщил ошарашенной девушке, что та будет не озвучивать роль, а играть в фильме.
После съёмок в абсолютно нелепой, по выражению самой Ли Сянлань, комедии «Поезд новобрачной», девушка вздохнула с облегчением, полагая, что больше никогда не будет пересекаться с кинематографом. Она не подозревала, что Ямага без её ведома уже подписал с компанией годовой контракт на три фильма.
«Маньчжурия» с самого начала позиционировала Ли Сянлань как актрису более высокой категории, нежели остальные китайцы. Она жила не в общежитии, а гостинице, её зарплата в месяц составляла 250 маньби (один маньби был равен японской йене), тогда как зарплата других китайских актёров варьировалась от 20 до 40 маньби. Как вспоминала сама Ямагути, остальные актёры вероятно догадывались, что она японка, но поскольку общительная и добродушная Ёсико успешно заводила дружбу с коллегами по площадке, то никто из них не распространял слухи и догадки за пределами компании. Сама Ли утверждала, что к тому времени свыклась со своей китайской идентичностью и позабыла о японском гражданстве.

Ли Сянлань в Японии
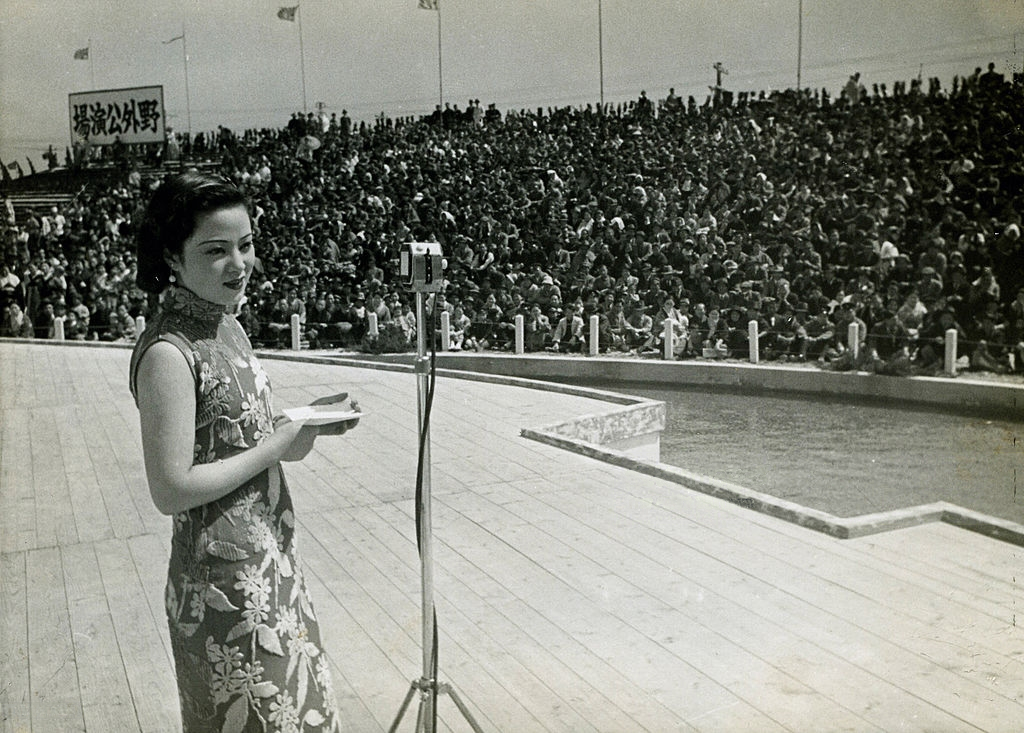
Визит в Японию. Концерт в Нисиномии (1939)
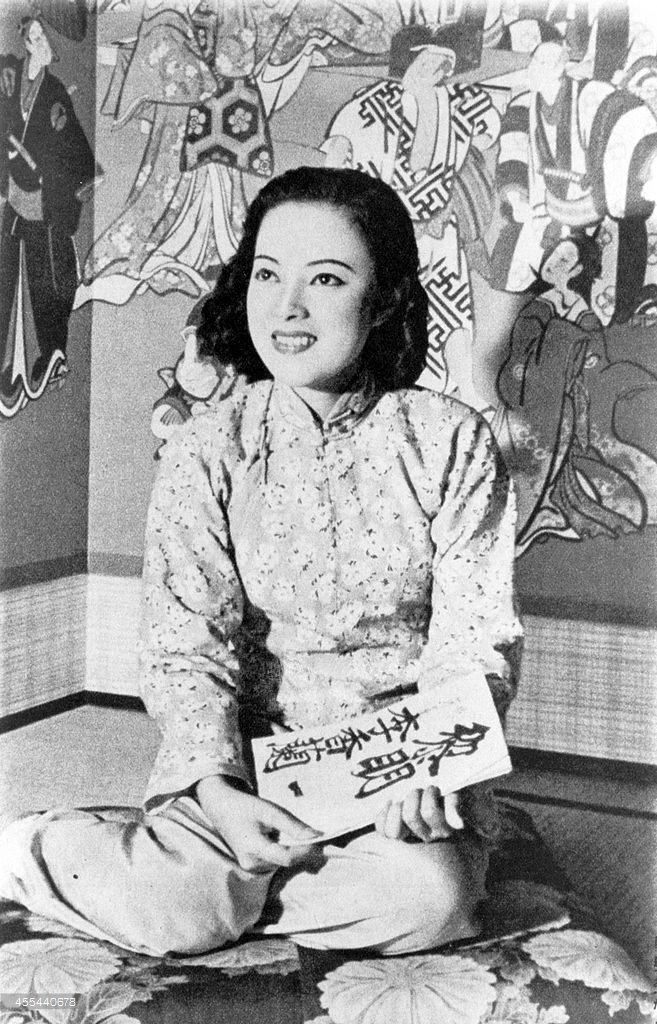
Визит в Японию. В гримёрке (1940)
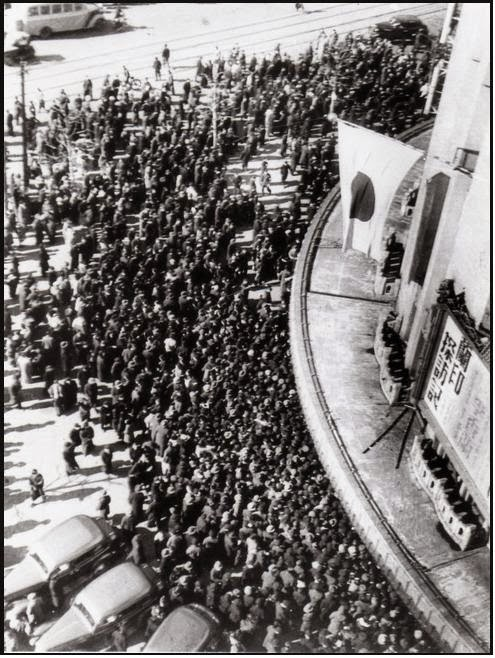
Первый концерт Ли Сянлань в Токио. Толпа перед входом в театр (1941)

После съёмок в фильме «Путешествие на Восток» (1939) кинокомпания организовала для Ёсико и другой актрисы, Мэн Хун, поездку в Токио. Для Ёсико это стала первая возможность увидеть страну, которую она считала своей родиной и о которой мечтала с детства. Однако, едва Ямагути ступила на японскую землю, как ей жёстко напомнили о её двойной национальной идентичности. Поскольку актриса была одета в китайское ципао, офицер, который проверял документы и увидел, что в паспорте указано: «Ёсико Ямагути (творческий псевдоним — Ли Сянлань)», обрушился на девушку с руганью: «Ах ты, паскуда. Мнишь себя японкой, подданной Императора, принадлежащей к нации первого класса, а говоришь и одеваешься, как китаёза». Тогда, по словам Ямагути, она впервые ощутила на себе всю ту ненависть и презрение, которые японцы испытывали по отношению к китайцам — нации самого низшего класса, по их мнению.
В самом Токио актрисы получили сердечный приём. Ли Сянлань была представлена как китаянка, однако её изумительный японский озадачивал многих журналистов, которые пытались выведать истину о происхождении актрисы. Как вспоминала Ямагути, она не могла сказать правду, но и не умела лгать, поэтому на все вопросы подобного рода отвечала уклончиво или переводила разговор на другую тему. Итогом поездки стал удачный контракт, который Ли Сянлань заключила с ведущей кинокомпанией Тохо Эйга. Результатом этого сотрудничества стали три картины, в которых Ямагути снялась вместе с известным японским актёром Кадзуо Хасэгавой. Во всех трёх фильмах Ли Сянлань воплотила образ обездоленной китаянки, которая в начале фильма испытывает к японцам благородный гнев, но по мере развития сюжета преодолевает в себе ненависть и проникается к главному герою-японцу нежной любовью.
Наиболее ярким эпизодом сотрудничества дуэта Ли-Хасэгава стала сцена в фильме «Китайская ночь», где герой Хасэгавы отпускает девушке пощёчину, дабы усмирить её, вслед за чем Кейран (героиня Ли Сянлань) становится на колени и просит у него прощения. Картина стала самым кассовым фильмом 1940 года в Японии, актриса стала мегапопулярной в Японии и на оккупированных территориях, но в остальном Китае её имя оставалось малоизвестным, да и к тому же сильно скомпрометированным. Как признавалась сама Ямагути спустя годы, ни одна китаянка в те годы не согласилась бы сыграть роль Кейран.
В дальнейшем Ямагути продолжала активно сниматься в фильмах, как в Японии, так и Китае, в том числе на Тайване. Картины, в которых она появлялась, зачастую не имели высокой художественной ценности, но несли откровенную пропагандистскую печать. Впрочем, мелодраматический оттенок и восхитительное сопрано юной актрисы заставляли аудиторию позабыть о политической подоплёке тех или иных фильмов и погрузиться в иллюзорный мир бравых японских офицеров и их преданных китайских возлюбленных.
По признанию Ёсико, она со временем сама устала от своего незатейливого амплуа, поэтому с энтузиазмом встретила предложение «Маньчжурии» сняться в картине «Хуанхэ» (1942), где речь шла о простых крестьянах, чьи земли стали ареной японо-китайской войны. В отличие от предыдущих картин, эта работа, снятая полностью китайской командой, приближала зрителей к действительным реалиям китайской жизни.
Другой нетипичной работой стала картина «Мой соловей», где Ямагути сыграла японскую девушку Марико, спасённую и воспитанную русским оперным певцом. Фильм был снят в Харбине в 1943 году. Актёрский состав включал как русских, так и японцев, но большинство диалогов и песен были сыграны на русском, без дубляжа. Несомненно, и эта картина была снята японцами не от праздного интереса к северным соседям. Русский язык как основной язык фильма свидетельствует о том, что картина предназначалась русскому населению Маньчжоу-го, которое по приблизительным оценкам составляло к началу 1940-х годов около 70 тысяч человек. На уровне фабулы кинокартина проповедует благотворность создания государства Маньчжоу-го для русского населения Харбина, которое представлено эмигрировавшими после революции аристократами.
Съёмки картины, за которыми присматривала и японская, и русская разведки, были завершены в 1943 году, но в прокат она так никогда и не поступила. Более 40 лет данная работа считалась утерянной и лишь в 80-е гг. была издана на VHS в серии «Полное собрание шедевров японского кино» (日本映画傑作全集). Как и все остальные картины Ли Сянлань, фильм представляет собой коллекционную редкость.

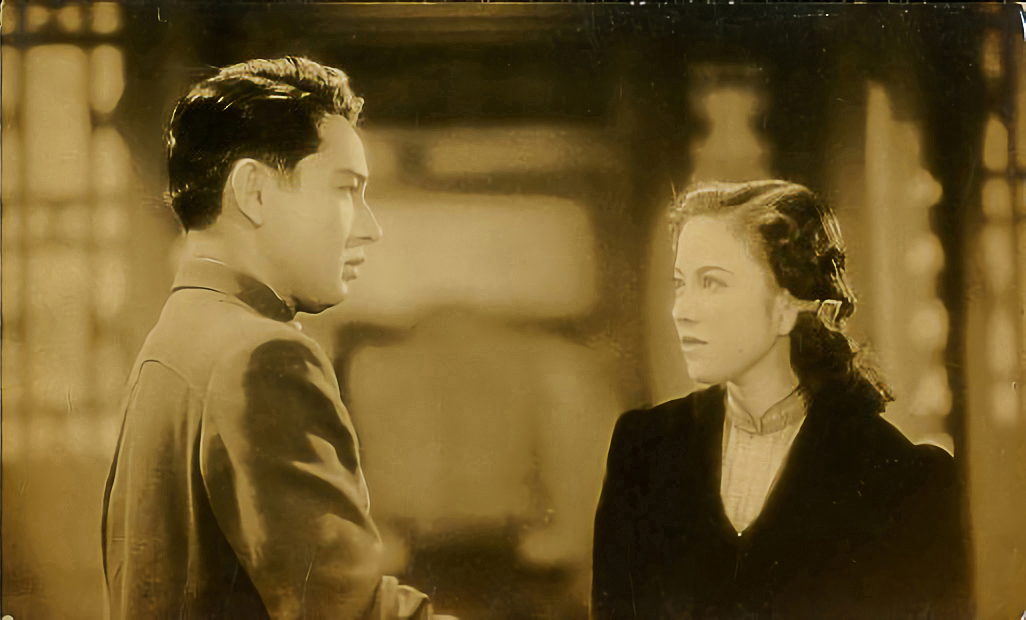
Ли Сянлань и Кадзуо Хасэгава

В том же 1943 году актриса появилась в ещё одной знаковой картине — «Опиумная война». Исторический фильм, воскрешавший в памяти китайцев варварство западных завоевателей, был направлен на разоблачение англо-американского колониализма в Китае и проповедовал братскую дружбу азиатских народов. Это была первая совместная постановка Китая, Японии и Маньчжоу-Го в проекте «Знаменитое Восточно-Азиатское кино». В картине губернатор провинций Гуандун и Гуанси, Цин Лин, понимая вред, наносимый опиумом, навязанным английскими империалистами, решает искоренить эту заразу. Ему приходится вести ожесточённую борьбу с колонизаторами. «Гнев и ненависть к врагу», заложенные в фильме, были высоко оценены японцами, но основной фабулой в картине должна была стать любовная драма, на фоне которой и происходят драматические события в истории страны.
«Опиумная война» сделала до этого малоизвестную в Китае Ли Сянлань действительно мегапопулярной (при том, что сыграла она роль второго плана). Песня «Бросай курить» (戒烟歌) и «Песня продавщицы сладостей» (卖糖歌) в её исполнении звучали как в оккупированном Шанхае, так и в гоминьдановском Чунцине и коммунистическом Яньане.
Перед пресс-конференцией, которая была посвящена выходу фильма, Ёсико спросила у китайского приятеля своего отца, может ли она, воспользовавшись возможностью, наконец раскрыть своё подлинное имя, на что получила категорический ответ: «Ни в коем случае. Среди журналистов наверняка есть те, кто догадываются, что ты японка, но они никогда не скажут об этом. Пока ты китаянка, ты наша собственная звезда. Не разрушай нашу мечту». И действительно, во время пресс-конференции один молодой журналист задал вопрос, как, будучи китаянкой, Ли Сянлань могла сняться в такой низкопробной пропаганде как «Песня белой орхидеи» и «Китайская ночь». Быть может, она всё-таки не китаянка? Ямагути отважилась на полуправду: она сказала, что была юной и глупой и не понимала многих вещей, теперь же просит прощения у китайцев. Со слов Ямагути, её слова были встречены громом аплодисментов. Большая часть из журналистов, несомненно, верно поняла суть её высказывания. В шанхайской прессе действительно спорадически появлялись сообщения, в которых указывалось подлинное имя Ёсико Ямагути, но на них предпочитали не обращать внимание: образ пан-азиатской актрисы Ли Сянлань, которая была одинаково любима и в Китае, и в Японии, был слишком успешным маркетинговым ходом, в разоблачения которого не было никакого резона.
Что касается искренности самой Ёсико, то в 1943 году в одном из интервью она заявляла: «… работай усердно, усердно, усердно, ради искусства кино, и даже более — ради мира и процветания Великой восточноазиатской сферы». Как сильно повзрослела Ёсико и насколько искренне она ощущала свою вину перед китайским народом, если по-прежнему изрекала пропагандистские шаблоны о Великой сфере взаимного процветания, — очень большой вопрос.
В вопросе о собственной национальной самоидентификации актриса также не оставляла ясного ответа. Порой она позиционировала себя и как японку, и как китаянку, в зависимости от ситуации. В интервью 1944 года она сокрушалась: «Из-за этих фильмов мне кажется, что я недостойна нас, китайцев (对不起我们，中国人)». В другом интервью, 1943 года, она обмолвилась, что хотела бы, чтобы её шанхайские коллеги смогли посетить «наши места (我们那)», подразумевая Маньчжурию и Японию.
Осенью 1944 года Ямагути отказалась продлевать контракт с «Маньчжурией», а в конце войны, в 1945 году, она оказалась в Шанхае, где вновь встретила Любу Гринец. В Шанхае отец Любы представился Ёсико уже как сотрудник советского информационного агентства. Повзрослевшая Люба теперь работала переводчицей. Атташе Шанхайского информационного отдела японской армии Цудзи Хисакадзу пишет, что в 1945 году японцы через Любу Гринец намеревались войти в контакт с советскими представителями в Шанхае в рамках попыток сохранить японо-советский нейтралитет (как известно, строились и планы о возможном советском посредничестве при заключении мира с США). Знакомство Любы и Ямагути Ёсико также решено было использовать для пользы общего дела, и сама Ямагути подтверждает, что японские военные настойчиво советовали ей подготовить репертуар советских песен, с которым она могла бы выступать для русского населения Шанхая. Ямагути даже начала брать уроки у Веры Мазель, русской певицы, впоследствии эмигрировавшей в США. Так или иначе, но перед концом войны Ёсико готовила себя к роли русско-японского культурного посредника, хоть сама она и отрицает, что впрямую выполняла задания военных. Однако концерты русской песни не состоялись, поскольку миссия сближения с СССР потеряла актуальность: 8 августа СССР объявил Японии войну, а 15 августа Япония признала полное военное поражение. Вскоре Ёсико была арестована китайскими властями, и ей грозила смертная казнь как китаянке-коллаборационистке. Люба Гринец ещё раз сыграла решающую роль в судьбе подруги детства: именно она отправилась в Пекин, где находились родители актрисы, и достала документы, подтверждающие, что Ли Сянлань на самом деле японка Ямагути Ёсико. Сама же Люба в Шанхай так и не вернулась, в очередной раз исчезнув из жизни своей японской подруги, а добытые ею документы спасли жизнь Ёсико. Впрочем, по другой версии, которую излагал высокопоставленный китайский военный, генерал Хэ Шили, Ёсико сама спасла себя: она разыскала генерала Хэ и провела с ним ночь, на утро следующего дня все обвинения с неё были сняты.

### Актёрская карьера: Ширли Ямагути (1951—1955)

Ширли Ямагути в Нью-Йорке (1951)

В марте 1946 года Ямагути вернулась в Японию, где продолжила карьеру певицы и актрисы. Примечательно, что в июне 1947 года она ещё раз приняла участие в акции советско-японского культурного сближения: она впервые в жизни сыграла на сцене драматического театра. Роль была вполне знаковая. Известные приверженностью левым взглядам театральные коллективы Токио Гэйдзюцу Гэкидзё, Син Кёгэкидан и Бункадза совместно поставили пьесу по роману Л. Н. Толстого «Воскресение» с Ямагути Ёсико в роли Катюши, причём советское посольство предоставило для этого сценическую разработку МХАТ.
Вплоть до 1958 года Ямагути Ёсико снималась в японских фильмах, как правило в картинах о войне, где играла певиц и артисток, практически — саму себя. Такие ленты, как «Побег на рассвете» (1950) и «Женщина из Шанхая» (1952) со всей очевидностью отталкивались от сложившегося во время войны экранного образа Ли Сянлань.
В 1950 году Ёсико прибыла в США где дала несколько концертов (в частности запись одного из них была обнаружена в 2012 году)Помимо японских фильмов Ямагути снималась и в США: с её участием вышли «Японская невеста» К. Видора (1951), «Домик из бамбука» С. Фуллера (1955). В этих фильмах она всё также играла покорных, преданных японских девушек, которые на этот раз находили поддержку и опору в объятиях бравых американских военных. Ямагути стала фактически первой азиатской актрисой, которая приобрела известность в Азии, а затем покорила Голливуд. Снималась Ямагути и в Гонконге, где её хорошо знали с военных времён.

### Телеведущая и политический деятель: Ёсико Отака (1958—2014)
После недолгого брака с известным американским скульптором и художником Исаму Ногути (по признанию Ямагути, их объединяла общая трагедия двойной национальной идентичности) и выступлений в бродвейском мюзикле «Шангрила» под именем Ширли Ямагути, актриса в 1958 году вышла замуж за японского дипломата Отака Хироси. В том же году она завершила карьеру актрисы и певицы.

Ёсико Отака (1974, 54 года)

В 70-е годы Ямагути успешно выступила в роли телеведущей и политического репортёра.
В 1974 году Ямагути (теперь уже известная под фамилией мужа как Отака Ёсико) была выдвинута в качестве кандидата на пост депутата парламента от Либерально-демократической партии — лидирующей политической партии в Японии, возглавляющей парламент с 1955 года. В ходе очередных парламентских выборов руководство ЛДП, дабы гарантировать необходимое большинство мест в верхней палате парламента, привлекло в свои ряды знаменитостей национального масштаба, ранее не занимавшихся политикой, но обладавших огромной известностью. Так, помимо Ямагути ряды ЛДП пополнили популярный телевизионный ведущий Теру Мията, актриса Акико Санто, комик Colombia Top и даже сержант Сёити Ёкои — японский солдат, не признавший капитуляции Японии в сентябре 1945 года и продолжавший «свою войну» до 1972 года. Решение ЛДП оправдало себя: партия получила необходимое большинство голосов, а сама Ёсико Отака стала депутатом Палаты советников, эту должность она занимала с 1974 по 1992 год. В качестве депутата посещала СССР и встречалась с М. С. Горбачёвым. До последнего времени являлась вице-президентом Фонда женщин Азии, занимающегося проблемами материальных компенсаций жертвам сексуальной эксплуатации в годы Второй Мировой войны.
В 1987 году Ёсико Ямагути выпустила свои мемуары «Моя первая половина жизни», в которых сетовала на то, что с 1945 года так и не смогла разыскать Любу, которая фактически спасла её от верной смерти. Лишь в 1998 году Любу Гринец разыскали в Екатеринбурге. Встреча Любы и Ёсико, которая была записана японским телевидением, стала для подруг последней: Любовь Гринец скончалась 24 сентября 1999 года.

## Мемуары
В 1987 году Ёсико Ямагути в соавторстве с писателем Сакуя Фудзиварой выпустила мемуары «Ли Сянлань: первая половина моей жизни» (яп. 李香蘭 私の半生). Книга моментально стала бестселлером в Японии, а на следующий год была переведена на китайский. При этом шесть разных издательств выпустили как минимум шесть разных переводов, выполненных разными переводчиками или группами переводчиков.
В 1993 году Ямагути выпустила ещё одну книгу воспоминаний «Война, мир и песни: Жизнь Ли Сянлань» (яп. 戦争と平和と歌 李香蘭心の道), которая состояла преимущественно из автобиографических эссе, которые до этого времени появлялись в периодике.
Последней в серии мемуаров стала книга «Итог жизни Ли Сянлань» (яп. 「李香蘭」を生きて 私の履歴書), изданная в 2004 году. В ней Ямагути кратко пересказала истории из «Первой половины моей жизни», а также рассказала о своей судьбе после возвращения в Японию, вплоть до начала XXI века. Перевод на китайский язык книга был выпущен в 2012 году.

## Память
Песню с названием «行かないで», посвящённую Ли Сянлань, выпустил Кодзи Тамаки. Позже кавер-версию под названием «Ли Сянлань» записал «бог кантопопа» Джеки Чун, именно эта песня принесла ему широкую известность в начале 1990-х гг. С 2017 года эта песня входит в репертуар казахского певца Димаша Кудайбергена, который впервые исполнил её на китайском языке в телешоу Singer 2017, а на японском языке в фестивале Tokyo Jazz 2021.

## Фильмография
Тире (—) отмечены фильмы, которые не издавались и в настоящее время недоступны ни в каком формате.

### Милитаристский период
| Год  | Русское название           | Японское название | Китайское название | Международное название   | Киностудия                              | Роль    | Релиз  |
| ---- | -------------------------- | ----------------- | ------------------ | ------------------------ | --------------------------------------- | ------- | ------ |
| 1938 | Поезд новобрачной          | 蜜月快車          | 蜜月快车           | Honeymoon Express        | Манъэй                                  | невеста | —      |
| 1939 |                            | 富貴春夢          | 富貴春夢           |                          | Манъэй                                  |         | —      |
| 1939 |                            | 冤魂復仇          | 冤魂复仇           |                          | Манъэй                                  |         | —      |
| 1939 |                            | 鉄血慧心          | 铁血慧心           |                          | Манъэй                                  |         | —      |
| 1939 | Путешествие на Восток      | 東遊記            | 东游记             |                          | Манъэй, Тохо Эйга                       |         | —      |
| 1939 | Песня белой орхидеи        | 白蘭の歌          | 白兰之歌           | Song of the White Orchid | Тохо Эйга                               |         | VHS    |
| 1940 | Китайская ночь             | 支那の夜          | 支那之夜           | China Night              | Тохо Эйга, Кинокомпания Китая           | Кэйран  | VHS    |
| 1940 | Клятва в пустыне           | 熱砂の誓い        | 热沙的誓言         | Vow in the Desert        | Тохо Эйга, Северокитайская кинокомпания |         | VHS    |
| 1940 | Царь обезьян               | エノケンの孫悟空  | 孙悟空             | Monkey King              | Тохо Эйга                               |         | VHS    |
| 1941 | Ты и я                     | 君と僕            | 你和我             |                          | Информационный отдел Корейской армии    |         | —      |
| 1941 | Ночь в Сучжоу              | 蘇州の夜          | 苏州之夜           | Suzhou Night             | Сётику                                  |         | DVD    |
| 1942 | Зимний жасмин              | 迎春花            | 迎春花             | Winter Jasmine           | Манъэй, Сётику                          |         | DVD    |
| 1942 | Хуанхэ                     | 黄河              | 黄河               |                          | Манъэй                                  |         | —      |
| 1943 | Колокол Сайон              | サヨンの鐘        | 莎韵之钟           | Sayon’s Bell             | Сётику, Правительство Тайваня           |         | DVD    |
| 1943 | Опиумная война             | 萬世流芳          | 万世流芳           | Eternity                 | Манъэй, Кинокомпания Китая              |         | TV-Rip |
| 1943 | Уличные войны              | 戦ひの街          | 战斗之街           | Fighting Street          | Сётику                                  |         | —      |
| 1943 | Мой соловей                | 私の鶯            | 我的夜莺           | My Nightingale           | Тохо Эйга, Манъэй                       |         | VHS    |
| 1943 |                            | 誓ひの合唱        | 誓言的合唱         |                          | Тохо Эйга, Манъэй                       |         | —      |
| 1944 | Сражение военного оркестра | 野戦軍楽隊        | 野战军乐队         |                          | Сётику                                  |         | DVD    |

### Послевоенный период
| Год  | Русское название                  | Оригинальное название  | Международное название          | Киностудия                 | Релиз   |
| ---- | --------------------------------- | ---------------------- | ------------------------------- | -------------------------- | ------- |
| 1948 |                                   | 情熱の人魚             |                                 | Дайэй                      | —       |
| 1948 | Блестящие дни нашей жизни         | わが生涯のかゞやける日 | The Bright Day of My Life       | Сётику                     | DVD     |
| 1949 |                                   | 流星                   |                                 | Синтохо                    | —       |
| 1949 |                                   | 人間模様               |                                 | Синтохо                    | WEB-rip |
| 1949 |                                   | 果てしなき情熱         |                                 | Синсэйки Продакшн, Синтохо | —       |
| 1949 |                                   | 帰国（ダモイ）         |                                 | Синтохо                    | —       |
| 1950 |                                   | 初恋問答               |                                 | Сётику                     | DVD     |
| 1950 | Побег на рассвете                 | 暁の脱走               | Escape at Dawn                  | Синтохо                    | DVD     |
| 1950 |                                   | 女の流行               |                                 | Сётику                     | —       |
| 1950 | Скандал                           | 醜聞                   | Scandal                         | Сётику                     | DVD     |
| 1951 | Японская военная невеста          | Japanese War Bride     | Japanese War Bride              |                            | DVD     |
| 1952 |                                   | 風雲千両船             |                                 | Тохо                       | —       |
| 1952 |                                   | 霧笛                   |                                 | Тохо                       | —       |
| 1952 |                                   | 戦国無頼               | Sword for Hire                  | Тохо                       | —       |
| 1952 |                                   | 上海の女               |                                 | Тохо                       | —       |
| 1953 |                                   | 抱擁                   |                                 | Тохо                       | —       |
| 1954 |                                   | 土曜日の天使           |                                 | Тохо                       | —       |
| 1955 |                                   | 金瓶梅                 |                                 | Студия Shaw Brothers       | —       |
| 1955 | Дом из бамбука                    | House of Bamboo        | House of Bamboo                 | Двадцатый век Фокс         | —       |
| 1956 | Легенда о Белой змее              | 白夫人の妖恋           | The Legend of the White Serpent | Тохо, Студия Shaw Brothers | DVD     |
| 1957 |                                   | 神祕美人               |                                 | Студия Shaw Brothers       | —       |
| 1958 |                                   | 一夜風流               |                                 | Студия Shaw Brothers       | —       |
| 1958 | 美しき哀愁 アンコール・ワット物語 |                        |                                 |                            |         |

## Произведения Ёсико Ямагути
Публицистика
- 『誰も書かなかったアラブ «ゲリラの民»の詩と真実』(рус. Неизвестные арабы: современная поэзия „партизанского народа“)サンケイ新聞社出版局、1974年
- 『中国に強くなる本 挨拶から食事まで 9億人の隣人と仲よくする法』(рус. Корни могущества Китая: от приветствий до еды; правила налаживания хороших отношений с 900-миллионным соседом)かんき出版、1979年5月
- 『チャップリンの日本』 日本チャップリン協会・大野裕之篇、 2006年3月、親交のあったチャップリンの思い出を語っている。ハリウッド時代の写真も多く収録。(Чаплинская Япония" — японское общество Чаплина, март 2006; вспоминая [моего] друга Чаплина. Иллюстрированный сборник голливудской эпохи".)

Мемуары
- Nakamura Atsuhiko. Ri Kōran watakushi no hansei[англ.] : [Ли Сянлань. Половина моей жизни] :  [яп.] / Ёсико Ямагути, Сакуя Фудзивара[яп.]. — Tōkyō, 1987年. — 398 p. — Ориг.: 山口淑子, 藤原作弥。『李香蘭 私の半生』。新潮社、1987。398ページ. — ISBN 410366701X.
  - [пер. на кит.] 山口淑子, 藤原作弥. 李香兰之谜 / 陈喜儒等译. — 辽宁 辽宁人民出版社, 1988. — 267页.
  - [пер. на кит.] 山口淑子, 藤原作弥. 李香兰 — 我的前半生 / 何平，张利译. — 世界知识出版社, 1988. — 298页
  - [пер. на кит.] 山口淑子, 藤原作弥. 她是国际间谍吗？日本歌星影星李香兰自述 / 天津编译中心译. — 中国文史出版社, 1988.
  - [пер. на кит.] 山口淑子, 藤原作弥. 我的前半生 / 巩长金, 孟瑜 译. — 解放军出版社, 1989. — 408 с. — ISBN 7-5065-0728-5.
  - [пер. на кит.] 山口淑子, 藤原作弥. 我的前半生 / 李骥良,庞慧茹等译. — 吉林文史出版社, 1990. — 356页. — ISBN 978-7-80528-229-9.
  - [пер. на кит.] 山口淑子, 藤原作弥. 在中國的日子: 李香蘭 :我的半生. — 香港: 百姓文化事業有限公司, 1988. — 334 页.
- 『戦争と平和と歌 李香蘭心の道』東京新聞出版局、1993 («Война, мир и песни: жизнь Ли Сянлань»).
- 『次代に伝えたいこと 歴史の語り部李香蘭の半生』天理教道友社、1997 («Что я хочу сказать новому веку: рассказы об истории первой половины жизни Ли Сянлань»)
- 『「李香蘭」を生きて 私の履歴書』日本経済新聞社、2004 («Итог жизни Ли Сянлань»)